# Melloleitaoina crassifemur
Melloleitaoina crassifemur é uma espécie de aranha pertencente à família Theraphosidae (tarântulas).